# Yoandry Hernández
Yoandry Hernández Coba, né le 25 mai 1980 à Las Tunas, est un haltérophile cubain.

## Biographie
Il remporte une médaille d'or aux Jeux panaméricains de 2007. Il représente Cuba aux Jeux olympiques d'été de 2008 à Pékin, en Chine.